# Fuensaldaña
Fuensaldaña è un comune spagnolo di 1 107 abitanti situato nella comunità autonoma di Castiglia e León.